# Тома Кленков
Тома Петков Кленков е български общественик и революционер, активен участник в съпротивата на българското население във Вардарска Македония срещу сръбската власт (1918 – 1941), деец на Българските акционни комитети в Македония.

## Биография
Роден е на 18 октомври 1898 година в Струга, тогава в Османската империя, в богата стружка фамилия. Баща му е деецът на Българското възраждане в Македония Петко Кленков, който се бори срещу охридския гръцки владика Мелетий. Дядото на Тома е шипченският опълченец Кленката, който загива в боевете при Русе.
Учи икономика в Белград и Загреб и специализира в Берлин. В периода около 1932 – 1933 година се сприятелява и живее заедно с Георги Димитров в Лайпциг. Тома Кленков работи като аптекар в Свети Никола. Там става водач на земеделците (радичевците), партията на Владо Мачек. Член-съдружник е на списанието „Луч“. Основава Популярна банка в Скопие и създава частни аптеки. Подписва Меморандума към югославската общественост и чуждите дипломатически представителства в 1935 година, с който се искат равни права с хърватите и словенците за живеещите в Македония, като също така Македония се отдели в самостоятелна политическа единица и управниците и чиновниците в областта да са от Македония. Кленков оглавява акцията по посрещане на Борис III в 1934 г. в Югославия с плакат „Царю, пътят към Белград минава през Македония“.
Кленков взима участие в изготвянето на проект за преустройството на Югославия във федерация, в която да бъдат отслабени позициите на сърбите. Тома Кленков представя проекта, който е приет и предвижда създаването на 7 федеративни републики: Словения, Хърватско, Босна и Херцеговина, Сърбия, Черна гора, Македония и Войводина. В проекта също така е предвидено да се признае българската народност в Македония.
При нападението на Нацистка Германия над Югославия Кленков подписва апел, с който македонците се призовават да се „предадат на освободителите“. На 8 април 1941 година в Галички хан в Скопие се събират бивши дейци на ВМРО, политици и безпартийни по покана на комуниста Трайко Попов. Сред присъстващите от страна на ВМРО са Димитър Гюзелов, Димитър Чкатров, Тома Кленков и Иван Пиперков, както и привържениците на Иван Михайлов Димитър Цилев, Трайчо Чундев, Д. Куртов, Симон Андрев, Исак Калайджиев, Никола Коларов. Чкатров произнася едночасова реч, в която апелира за създаване на комитет, който да провъзгласи Македония за свободна и независима под протектората на Германия, но част от дейците са за директно издигане на идеята за присъединяване на Македония към България. Събралите се отправят незапазен апел до скопските граждани да се мобилизират, за да откажат отпор на запазената сръбска администрация.
Кленков оглавява Българския акционен комитет в Свети Никола. От 1941 до 1944 година е директор на популярната банка в Свети Николе.
На 4 и 5 юли 1942 година в Скопие, в адвокатската кантора на Йордан Чкатров е проведена среща, на която присъстват 19 души видни български общественици, политици, търговци и кметове, сред които Кленков, Христо Паунчев от Охрид, Сотир Тренчев от Ресен, Борис Светиев от Битоля, Коце Ванов и Богдан Попгьорчев от Велес, Христо Сеизов от Кавадарци, Евтим Бойчев от Неготино, д-р Тодор Гичев от Щип, Павле Гичев и Коце Кратовалиев от Скопие, Чкатров, Стерьо Боздов и Димитър Гюзелов. Те подчертават съществувалото въодушевление у населението в Македония, и очакванията му, че България ще се опре на него за извоюване на свободата и приобщаването им към пределите на голяма България. Но вместо това Кленков отбелязва че:
| „ | ...днешното правителство прокарва един систем на управление, който има тъкмо обратната цел: да разединява, да унищожава това движение, да омаловажи неговите ръководители... Целта на правителството е с една такава политика да унищожи неговите носители. Целта на правителството е с една такава политика да унищожи авторитетите, да ги обезличи и по-този начин да ги свърже с Думановци, Лулчевци, Загоровци, Робовци... Тук е макиавелщината на това днешно правителство, чиято лоша политика разори всичко здраво и иска да лиши народа ни от неговите представители... Положението е тежко и дългът към народа ни налага, да си отворим очите и със същото себеотрицание да се заложим за народа, за да върнем любовта му към България, защото тая любов ни беше стимул за борбата и за жертвите за свободата. Господа, народът ни е подложен на различни видове пораженци... Ако ние днес тук говорим за комунизъм, то той се донесе от България, чрез тези пораженци, директно или индиректно. | “ |

Събранието решава са се обърне директно към цар Борис III и му изпраща изложение, в което се иска по-голямо представителство на местното население:
| „ | Народът се чувства до известна степен неравноправен... Властта не извърши необходимия акт с представителите на македонския народ, за да покаже на света, че обединението е станало като резултат на върховната воля на самия народ в Македония... От друга страна местната интелигенция се чувства подчинена и смятана за недостойна да заеме ръководни места в държавното управление. Народът не може да си представи иначе свободата освен чрез налагането тъкмо на оня български елемент, който носеше знамето на българщината в Македония, елемент, който познава народа и неговите нужди, и който без сътресения може да приобщи довечера поробения български народ в Македония към системата на управлението на царството. | “ |

След установяването на комунистическия режим в Югославия в 1944 година Кленков е осъден на дългогодишен затвор за „сътрудничество с окупатора“. На 22 септември 1945 година получава прокурорското решение за обвинението, като за наказание се предвижда смърт. След застъпничеството на Георги Димитров Кленков е осъден на 7 години с принудителна работа, лишаване от граждански права и цялото му имущество е конфискувано. Жена му също е осъдена на затвор. След като излизат от затвора, Кленков и съпругата му живеят в бедност в Скопие.

През септември 1969 година посещава България. По този повод Методи Кърпачев пише:
| „ | Дълги години прекарал в затворите на Югославия, но българският му дух не бил сломен. Целият се разстройваше, като заразправяше за мъченията, за униженията, на които са ги подлагали сърбоманите в затвора, целият се разтреперваше. През годините, през които е бил в затвора, е видял и преживял мъченията и избиванията на видни българи от сърбоманите. | “ |